# توم تورسون
توم تورسون (سوئدی: Tom Turesson; ۱۷ مهٔ ۱۹۴۲ – ۱۳ دسامبر ۲۰۰۴) بازیکن فوتبال اهل سوئد بود.
از باشگاه‌هایی که در آن بازی کرده‌است می‌توان به باشگاه فوتبال هامارابی و باشگاه فوتبال کلوب بروژ اشاره کرد.
وی همچنین در تیم‌های ملی فوتبال زیر ۲۱ سال سوئد و سوئد بازی کرده‌است.